# Коган, Игорь Юрьевич
И́горь Ю́рьевич Ко́ган (род. 8 ноября 1968 года) — российский учёный-гинеколог, специалист в области акушерства и гинекологии. Доктор медицинских наук, профессор. Член-корреспондент РАН (2016) по Отделению медицинских наук РАН (секция клинической медицины).
Директор НИИ акушерства, гинекологии и репродуктологии имени Д. О. Отта.
Профессор кафедры акушерства, гинекологии и репродуктологии Медицинского факультета СПбГУ.

## Биография
В 1999 году в НИИ акушерства и гинекологии имени Д. О. Отта РАМН под научным руководством академика РАМН доктора медицинских наук Э. К. Айламазяна, профессора и доктора медицинских наук, профессора Н. Н. Константинова защитил диссертацию на соискание учёной степени кандидата медицинских наук по теме «Становление венозного кровообращения в фетоплацентарной системе в течение нормально развивающейся беременности»(специальности 14.00.01 — акушерство и гинекология и 14.00.16 — патологическая физиология); официальные оппоненты — доктор медицинских наук, профессор О. Н. Аржанова и доктор медицинских наук, профессор Н. Н. Петрищев; ведущее учреждение — Московский областной научно-исследовательский институт акушерства и гинекологии.
В 2008 году НИИ акушерства и гинекологии имени Д. О. Отта РАМН защитил диссертацию на соискание учёной степени доктора медицинских наук «Гиперпластические процессы в молочных железах у женщин: патогенез, диагностика, прогнозирование течения» (специальность 14.00.01 — акушерство и гинекология); научный консультант — академик РАМН, доктор медицинских наук, профессор Э. К. Айламазян официальные оппоненты — доктор медицинских наук, профессор Н. Г. Павлова, доктор медицинских наук, профессор Ю. В. Цвелёв и доктор медицинских наук, профессор М. Г. Рыбакова; ведущее учреждение — Московский областной научно-исследовательский институт акушерства и гинекологии.

## Научные труды

### Монографии
- Полянин А. А., Коган И. Ю. Венозное кровообращение плода при нормально протекающей и осложненной беременности. — СПб.: Петровский фонд, 2002. — 158 с.
- Коган И. Ю., Мясникова М. О., Мусина Е. В.  Прогестерон в лечении мастопатии: монография / под ред. Айламазяна Э. К. — СПб.: Лема, 2012. — 68 с. : ил., табл.; 21 см.; ISBN 978-5-98709-495-2
- Коган И. Ю., Гзгзян А. М., Лесик Е. А. Протоколы стимуляции яичников в циклах ЭКО: руководство для врачей. - М.: ГЭОТАР-Медиа, 2017. — 127 с., [3] л. цв. ил. : ил., табл. ISBN 978-5-9704-4321-7 : 3000 экз.
- Коган И. Ю., Гзгзян А. М., Лесик Е. А. Протоколы стимуляции яичников в циклах ЭКО: руководство для врачей. — 2-е изд., перераб. и доп. — М.: ГЭОТАР-Медиа, 2018. — 159 с., [1] л. цв. ил. : ил., табл. ISBN 978-5-9704-4629-4 : 3000 экз.
- Коган И. Ю., Гзгзян А. М., Лесик Е. А. Протоколы стимуляции яичников в циклах ЭКО: руководство для врачей. — 2-е изд., перераб. и доп. — М.: ГЭОТАР-Медиа, 2020. - 159 с. : ил., табл. ISBN 978-5-9704-5592-0 : 700 экз.
- Тапильская Н. И., Коган И. Ю., Гзгзян А. М. Ведение беременности ранних сроков, наступившей в результате протоколов ВРТ : руководство для врачей. — М.: ГЭОТАР-Медиа, 2020. — 137 с. : ил., табл. ISBN 978-5-9704-5617-0 : 3000 экз.
- Коган И. Ю., Мусина Е. В. Мастопатия в гинекологической практике: руководство для врачей. — М.: ГЭОТАР-Медиа, 2021. — 303 с., [8] л. цв. ил. : ил., табл. ISBN 978-5-9704-6225-6 : 3000 экз.
- Краснопольская К. В., Коган И. Ю. Миома матки и бесплодие. Стратегии преодоления : руководство для врачей. — М.: ГЭОТАР-Медиа, 2021. — 136 с. : ил., табл. ISBN 978-5-9704-6117-4 : 500 экз.
- Экстракорпоральное оплодотворение: практическое руководство для врачей / И. Ю. Коган, Е. А. Лесик, А. О. Шпаков и др.; под редакцией члена-корреспондента РАН И. Ю. Когана. — М.: ГЭОТАР-Медиа, 2021. — 367 с., [4] л. цв. ил. : ил., табл. ISBN 978-5-9704-5941-6 : 3000 экз.

## Награды
- Орден Пирогова (5 февраля 2024 года) — за большой вклад в развитие отечественной науки, многолетнюю плодотворную деятельность и в связи с 300-летием со дня основания Российской академии наук[6]